# Rodrigo (Händel)
Rodrigo o Vincer se stesso è la maggior vittoria és una òpera composta per Georg Friedrich Händel (HWV 5), la primera en italià del compositor. El llibret, del qual se'n desconeix l'autor, es basa en Il duello d'amore e di vendetta de Francesco Silvani, que ja havia servit de base a una altra òpera de Marco Antonio Ziani. L'obra s'estrenà a Florència la tardor de 1707, al Teatro Civico Accademico i tingué un èxit notable.

## Origen i context
El compositor alemany començà a compondre l'òpera a Roma, on havia arribat el gener d'aquell mateix any. Malauradament, l'obra no ha arribat completa als nostres dies, tot i que el 1985 es va descobrir un fragment perdut de l'acte III. També, per a algunes gravacions el musicòleg Alan Curtis ha compost recitatius per a les parts mancants i ha agafat préstecs d'altres obres per a algunes àries (procediment, d'altra banda, molt habitual a l'època barroca).

## Anàlisi musical
Händel la va escriure per a quatre sopranos, una contralt i un tenor. L'obertura és de la forma habitual, començant amb un moviment lent seguit d'una fuga, però acaba amb una suite de danses, que consisteix en una giga (molt semblant a la música de Corelli), una sarabanda, un matelote o ball de mariner, un minuet, dues Bourrées i finalment una passacaglia amb un brillant solo de violí a l'estil de Corelli, i passatges molt florits per a tots els violoncels.
Part de la música està presa d'Almira, però molt alterada. Com aquesta última, Rodrigo ofereix moltes oportunitats per a l'efecte escènic, i l'obra abunda en brillants solos de violí i violoncel.
Per representar la constància d'Esilena, es fa amb les paraules La mia costanza per sostenir la nota mi a través de gairebé sis compassos juntament amb un acompanyament elaborat. A l'escena IV, Händel repeteix l'aparell ja utilitzat a Almira, d'acompanyar una cançó amb violins, flautes i viola; i a l'escena VI Rodrigo s'acompanya només de violes i baixos. A l'escena VI produeix un misteriós efecte fantasmal mitjançant una modulació de la tonalitat de la bemoll a la de do bemoll, després de la bemoll menor, tecles que no estaven disponibles al clavicèmbal, a causa del sistema d'afinació que s'utilitzava llavors. En conseqüència, es demana al clavicembalista que deixi de tocar, i les cordes soles toquen l'acompanyament en
aquest punt.
Sembla que no hi havia cap trompetista a Florència, ja que en una cançó que conté les paraules Già grida la tromba ('Ara sona la trompeta'), l'instrument favorit de Händel, l'oboè, ocupa el lloc de la trompeta.

## Representacions

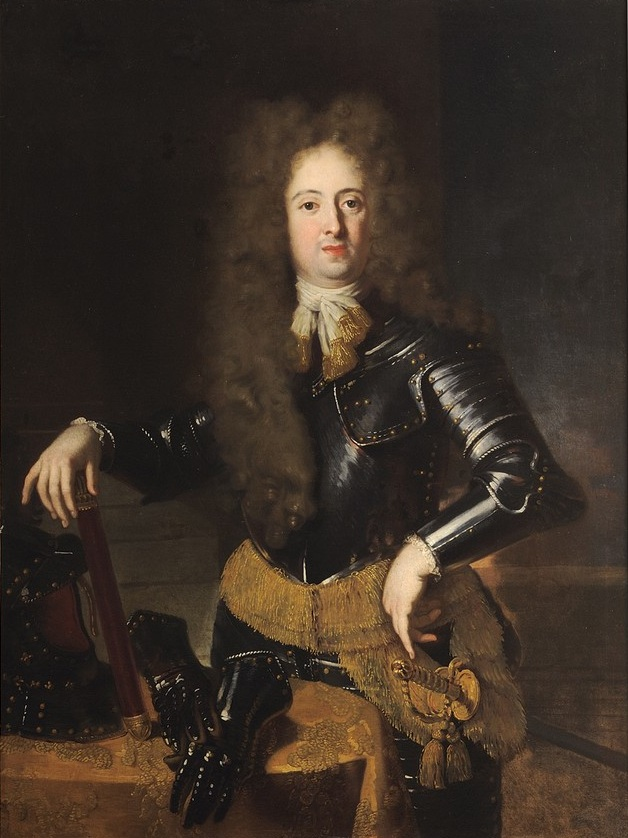
Ferran de Mèdici

L'obra va ser esperada amb cert prejudici pels italians. Encara no els havia donat cap prova dels seus poders, i ell mateix sembla haver confessat en anys posteriors a Mainwaring que en aquell moment no dominava totalment l'estil italià. Però el públic la va rebre molt favorablement, i el príncep Ferran de Mèdici li va donar una bona paga, i una vaixella de porcellana com a senyal de la seva aprovació. El gran duc Joan Gastó de Mèdici, que s'havia trobat amb Händel a Hamburg per fer-li una proposta de portar-lo a Florència en una posició dependent, sembla no haver-li suposat cap mala voluntat per la seva negativa a l'oferta, perquè es va trobar amb ell a Florència i li va oferir entreteniment.

## Discografia
| Any  | Director          | Orquestra               | Cantants                                            | Segell          | Notes |
| ---- | ----------------- | ----------------------- | --------------------------------------------------- | --------------- | ----- |
| 1987 | Charles Farncombe | Staatstheater Karlsruhe | Derek Lee Ragin                                     | ?               |       |
| 1997 | Alan Curtis       | Il Complesso Barocco    | Gloria Banditelli Sandrine Piau Roberta Invernizzi  | Virgin Veritas  |       |
| 2008 | López Banzo       | Al Ayre Español         | María Bayo Wesseling Van Rensburg Cencic Nuria Rial | Naïve Ambroisie |       |